# Sanctuaire Sainte-Anne de Sainte-Anne-d'Auray
Cette  basilique n’est pas la seule basilique Sainte-Anne.
Le sanctuaire de Sainte-Anne de Sainte-Anne-d'Auray, composé principalement de la basilique Sainte-Anne, est un site de l'Église catholique situé à Sainte-Anne-d'Auray dans le Morbihan en France. Il reçoit de nombreux visiteurs étant le plus important lieu de pèlerinage de Bretagne, et accueillant plus de 800 000 visiteurs par an, dont la majorité sont des pèlerins. Chaque année, 20 à 30 000 pèlerins assistent au grand pardon de sainte Anne le 26 juillet, qui se situe au troisième rang des pèlerinages français après le sanctuaire de Lourdes et la basilique Sainte-Thérèse de Lisieux.

## Historique
« Mort ou vivant, à Sainte-Anne une fois doit aller tout Breton »

— Auguste Brizeux

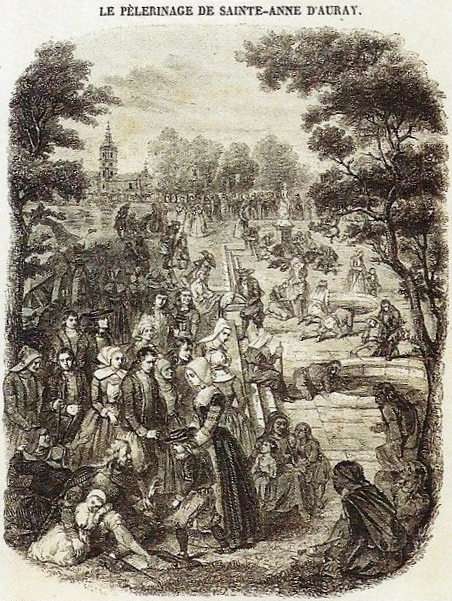
Le pèlerinage de Sainte-Anne-d'Auray (1847), lithographie d'après Pierre-Michel-François Chevalier.

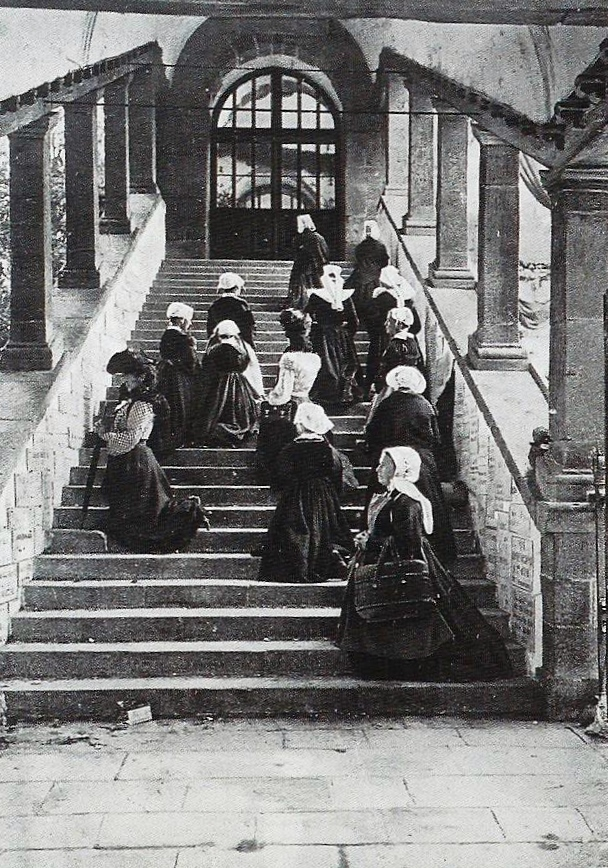
Des femmes montant à genoux la Scala Sancta afin d'implorer les faveurs de sainte Anne (L'Illustration, 1904).

Le culte de sainte Anne se développe sur le futur site de la basilique à la suite de manifestations et apparitions miraculeuses de la mère de Marie entre 1623 et 1625 (en pleine période de réforme catholique qui connaît un nouvel apogée du culte des saints et des reliques) à Yvon Nicolazic, paysan aisé du village de Ker Anna, hameau de sept fermes et d'une cinquantaine d'habitants situé dans la paroisse de Pluneret et qui en breton signifie « village d'Anne ». Une tradition locale orale, diffusée par les fidèles chrétiens de cette région, évoque pour expliquer le toponyme Ker Anna une référence à sainte Anne mais cette tradition est en réalité un « rhabillage toponymique » résultant d'un syncrétisme entre le vieux fond païen de la déesse Dana/Ana et le culte des saints chrétiens. Dans la nuit du 7 au 8 mars 1625, un cierge mystérieux (ou selon une autre version un flambeau) conduit Yvon Nicolazic et des voisins jusqu'à son champ du Bocenno avant de s'enfoncer sous terre.
Les hommes y déterrent une antique statue en bois d'olivier fort mutilée. Selon Louis Réau, cette statue serait celle de la déesse romaine Bona Dea allaitant deux enfants mais elle a été discrètement re-sculptée et repeinte par les moines capucins d'Auray pour effacer cette origine païenne. Ils réussissent ainsi à opérer une substitution de cultes à la divinité païenne et en faire l'image de sainte Anne trinitaire tenant sur ses genoux la Vierge et l'Enfant Jésus. Le naïf Nicolazic est ainsi le jouet d'une supercherie de ces capucins. Le recteur de Pluneret et l'évêque de Vannes ne sont pas dupes de cette « invention miraculeuse » mais finissent « par comprendre tout l'intérêt spirituel et matériel de canaliser l'engouement populaire et d'instruire ces masses si promptes à croire ».
Cette tradition locale légendaire est ainsi à l'origine de la construction d'une chapelle sous la supervision de Nicolazic, sur le site même de la découverte de la statue. Un oratoire de genêts provisoire est aménagé et la première pierre est posée le 26 juillet 1625. La chapelle reçoit le 4 juillet 1628 sa bénédiction solennelle par l'official de Vannes et devient un lieu de pèlerinage de la Bretagne, faisant concurrence avec Sainte-Anne-la-Palud.
Le pèlerinage est d'abord pris en charge par les pères capucins d'Auray de 1625 à 1628 mais leur règle est incompatible avec des fonctions de ce genre, si bien que l'évêque de Vannes demande aux pères carmes de prendre le relais. Ces derniers s'installent à Ker Anna (qui deviendra progressivement plus connu sous le nom de Sainte-Anne d'Auray) le 16 février 1628. Réservés tout d'abord, face aux visions de Nicolazic, ils se montrent, à la suite des enquêtes effectuées, les ardents propagateurs du pèlerinage et prennent en main l'animation du sanctuaire. Les religieux bâtissent, attenant à la chapelle, un couvent et un cloître (1638–1641) à deux niveaux encore visible aujourd'hui. La « croix aux Épingles » au centre de la cour rappelle la tradition pour les jeunes filles du pays qui souhaitaient à cette époque trouver un mari, de planter des épingles à la base de la croix (à l'origine en bois) pour voir leurs vœux exaucés. Les Carmes, dans un souci d'authentification du culte, enregistrent les miracles dus à la sainte (1 300 sont consignés entre 1625 et 1684). Le modèle alréen est d'ailleurs imité, mais de façon plus discontinue et moins cohérente puisqu'on enregistre 700 miracles entre 1632 et 1710 durant un laps de temps assez court pour chaque des vingt sites spontanés de pèlerinage de la province bretonne.
La Scala Santa, construite par les Carmes en 1662 devant le porche de la chapelle pour faciliter de déroulement des cérémonies religieuses, est inaugurée le 21 octobre 1662. À la suite d'une supplique de l'évêque de Vannes Jean-Marie Bécel, le pape Pie IX, par un rescrit en date du 14 mai 1870, lui accorde les indulgences attachées à celle de Rome. En raison des travaux d'agrandissement, elle est démontée, pierre par pierre, en 1870 et transférée au fond du Champ de l'Épine où elle est bénite le 7 mars 1871. La source où Nicolazic eut sa première vision en août 1623 est aujourd'hui une fontaine monumentale encaissée dans des blocs de pierre de taille et un enclos. Cette fontaine de Ker-Anna, appelée aussi fontaine « miraculeuse » (à cause des faveurs, de guérisons et même de vrais miracles obtenus en ce lieu par des pèlerins) est l'œuvre des Pères Carmes en 1898. Un haut piédestal de granite se dresse au-dessus de trois vasques de granit et supporte la statue de Sainte Anne avec la Vierge Marie qui accueillent les pèlerins.
La réforme catholique est diffusée par un clergé séculier mieux formé et surtout par les missions — qui doivent beaucoup aux formes imaginées à Sainte-Anne-d'Auray dès 1630, censées faire œuvre de conversion, mieux que les pèlerinages qui perdent alors de leur intérêt pour la hiérarchie : les enquêtes, les « manuels du pèlerin » et les enregistrements de miracles se tarissent à la fin du XVIIe siècle mais le succès du pèlerinage de Sainte-Anne d'Auray perdure et connaît même un regain de ferveur grâce à un système d'indulgences lié non pas aux versements d'offrandes mais aux pratiques de dévotion. Avec le pèlerinage lointain qui recule, le sanctuaire de Sainte-Anne-d'Auray tend à ne plus rayonner que sur le Vannetais. La chapelle est saccagée pendant la Révolution française. À la suite du concordat de 1801, elle est légalement rendue au culte. La chapelle et le couvent des Carmes sont rachetés en 1803 par l'évêché de Vannes qui établit en 1815 un petit séminaire dans les bâtiments des Carmes.
L'évêque de Vannes, Mgr Jean-Baptiste Charles Gazailhan, procède à la « recharge sacrale » du sanctuaire en 1865 en faisant détruire la chapelle, devenue trop exiguë pour accueillir les fidèles (l'arrivée du chemin de fer dans les années 1860 ayant favorisé les pèlerinages), pour édifier à la place une église plus spacieuse. L'édifice actuel est édifié dans le style néogothique par l'architecte Édouard Deperthes, de 1866 (la première pierre est posée le 4 septembre) à 1872. La nouvelle église est élevée au rang de basilique mineure par un bref du 22 mai 1874 du pape Pie IX, et est consacrée le 8 août 1877.

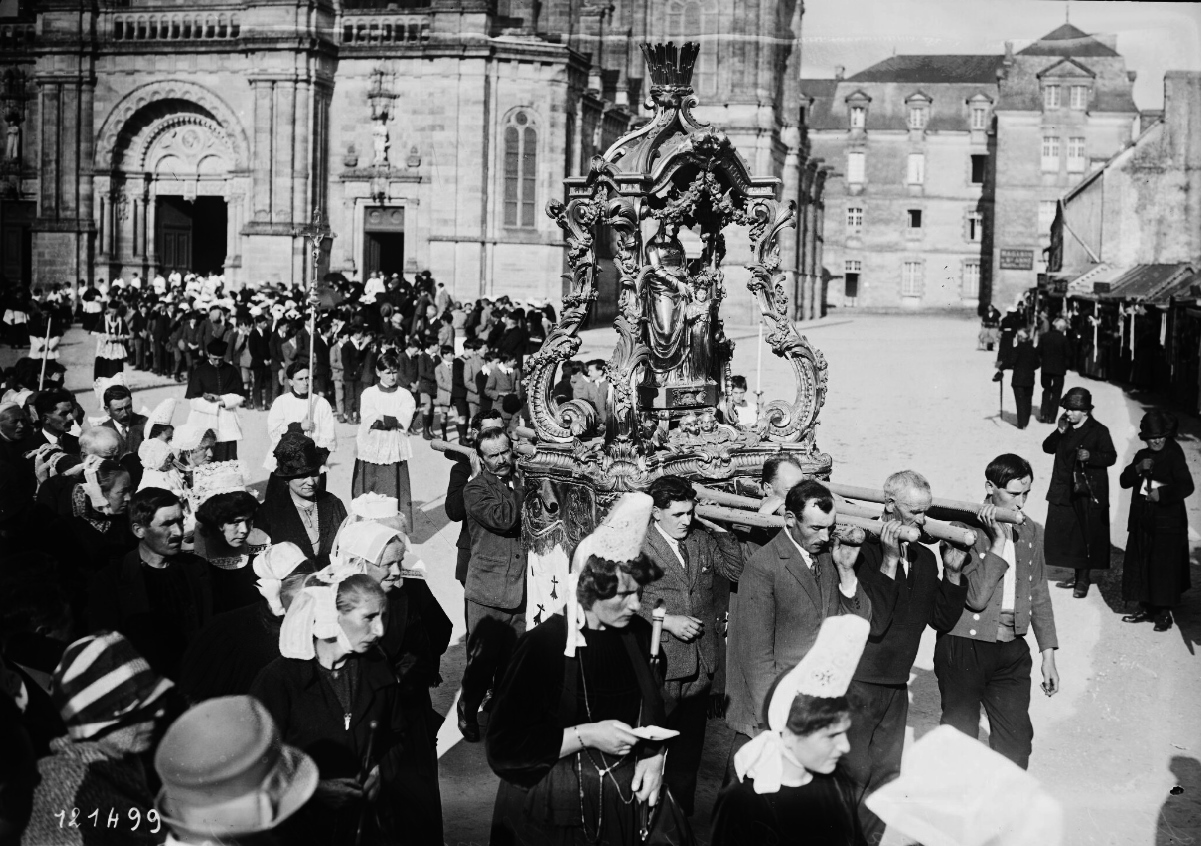
Sainte-Anne-d'Auray : procession du 26 juillet 1927, la châsse de sainte Anne.
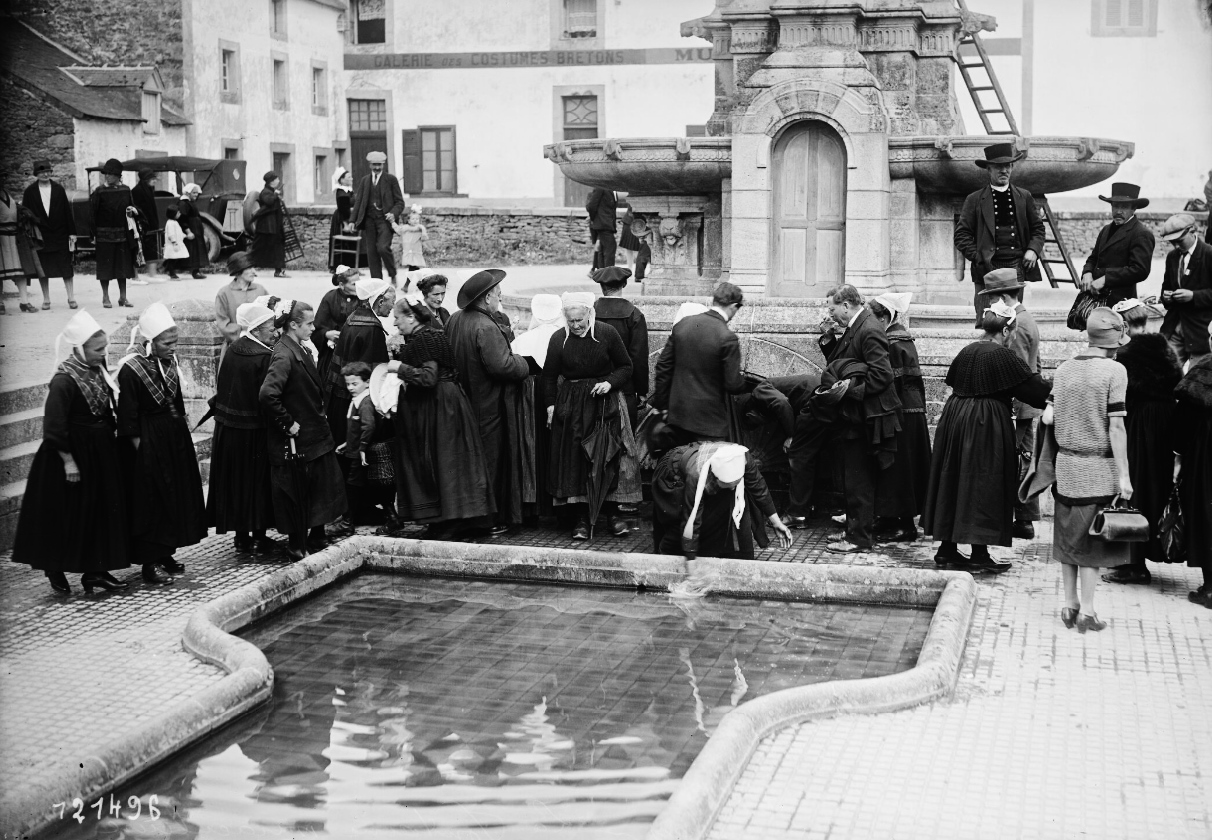
Sainte-Anne-d'Auray : la fontaine miraculeuse en juillet 1927.
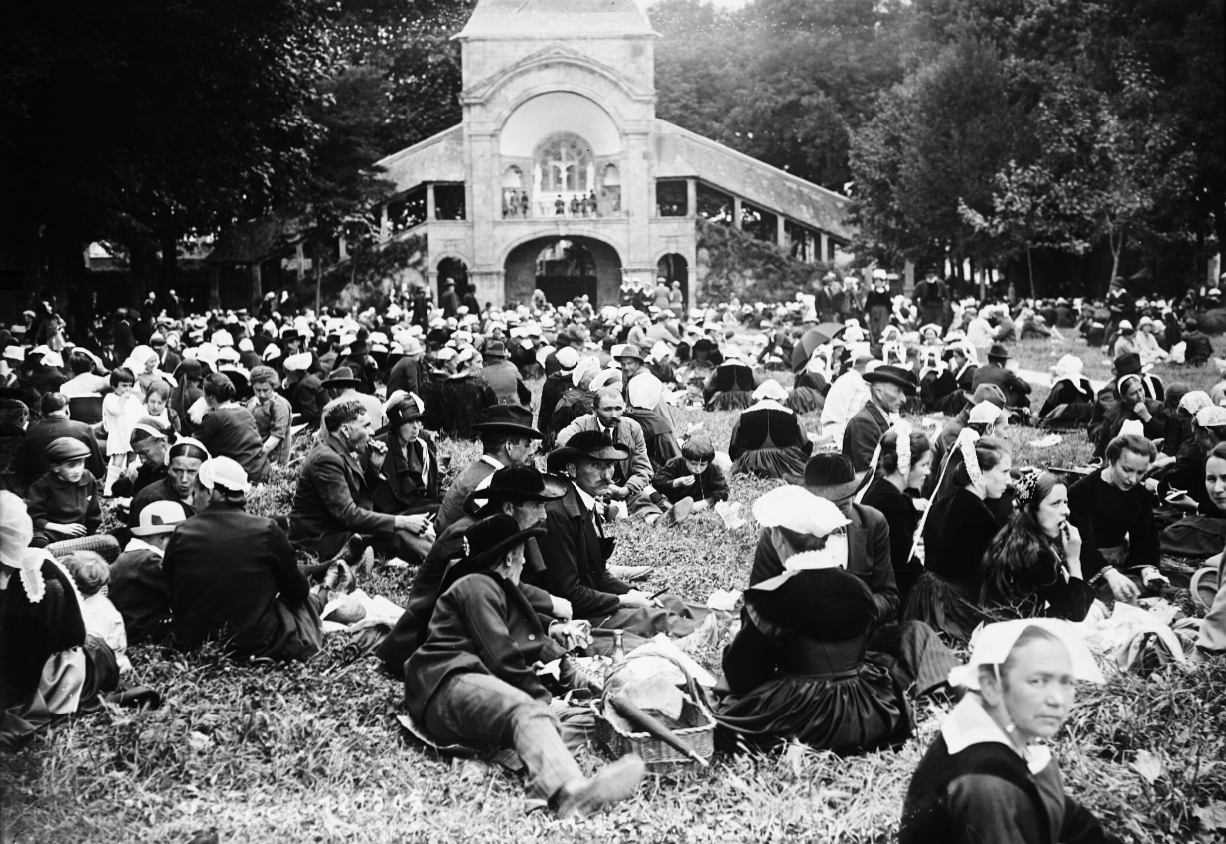
Sainte-Anne-d'Auray : pèlerins devant la Scala Santa (1927).

Le pape Jean-Paul II célèbre une messe devant la maison Keranna à l'ouest de la basilique le 20 décembre 1996 et à laquelle assistent 100 000 personnes. Après sa visite, un « espace Jean-Paul-II » est aménagé à l'extérieur de la basilique. À l'occasion de sa canonisation en 2014, la basilique reçoit à titre définitif une relique (« Ex Capillis Sancti Joannis Pauli II Papae », quelques-uns de ses cheveux) et une statue du pape.
Le 26 juillet 2025, à l'occasion des 400 ans de l'apparition de Sainte Anne, une messe pontificale est célébrée par le cardinal Robert Sarah en tant que légat, envoyé spécial du pape Léon XIV.

## Architecture et mobilier

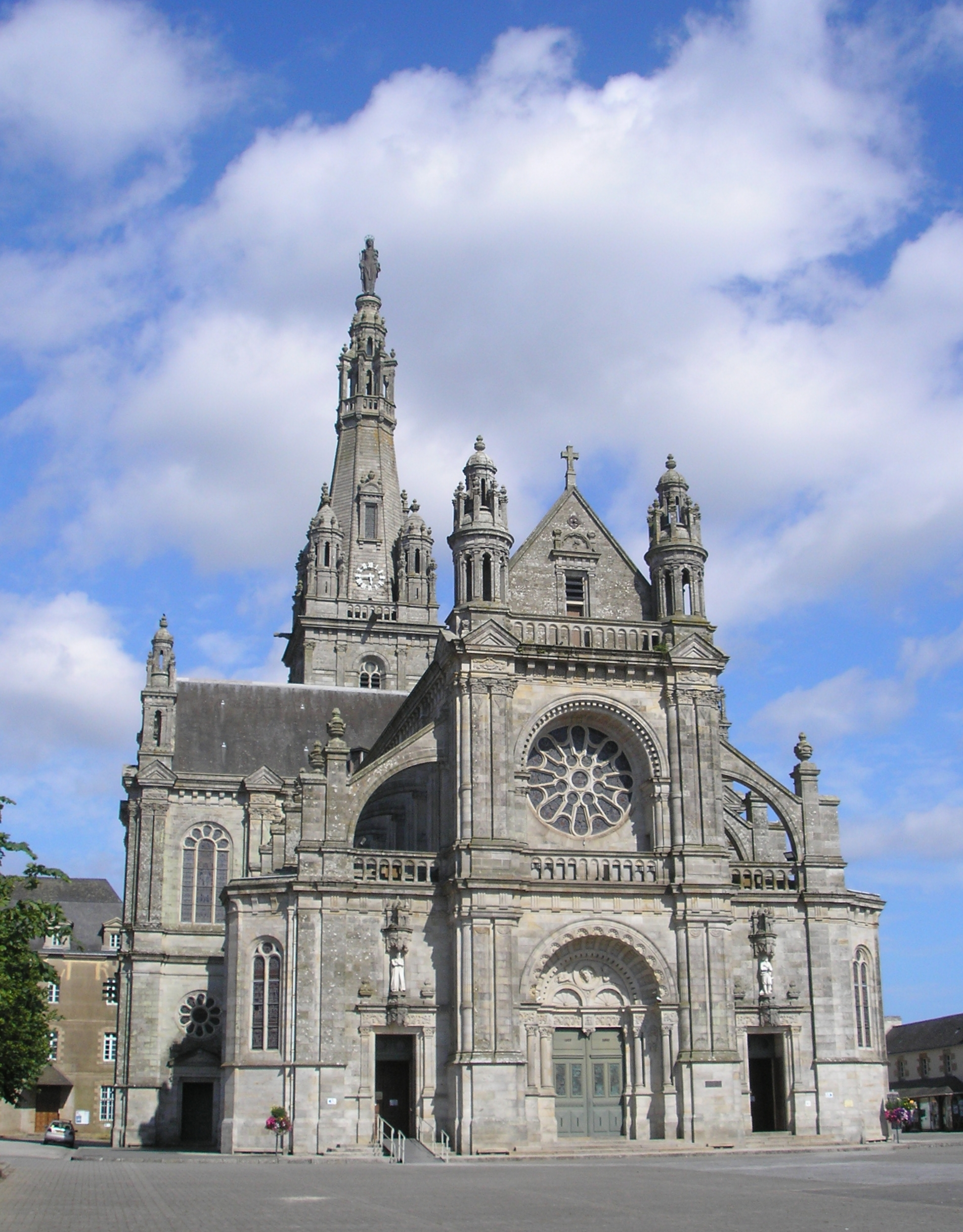
Façade principale de la basilique.

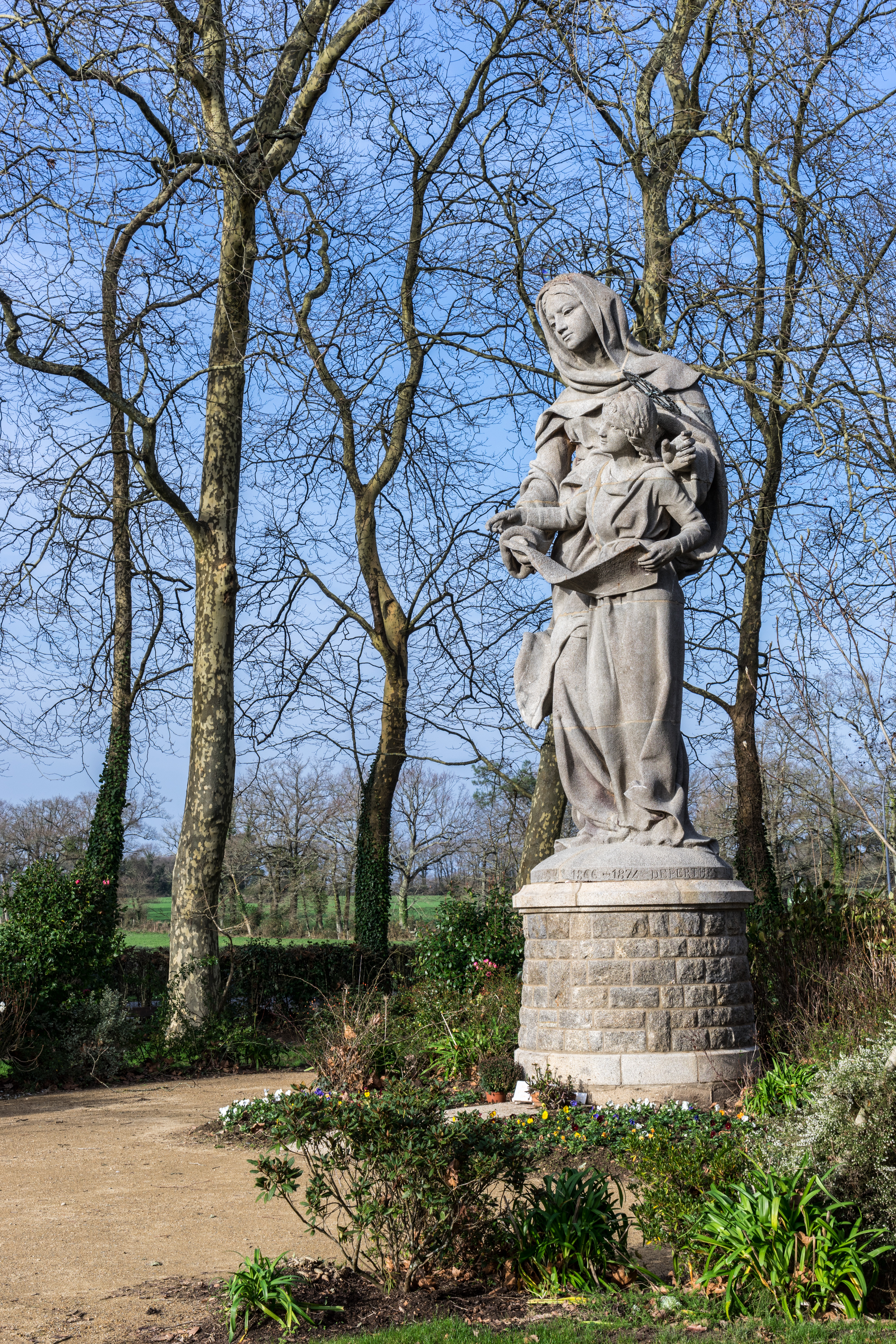
Alexandre Falguière Sainte Anne et la Vierge (1874), ancienne statue de la tour-clocher, déposée en 1972.

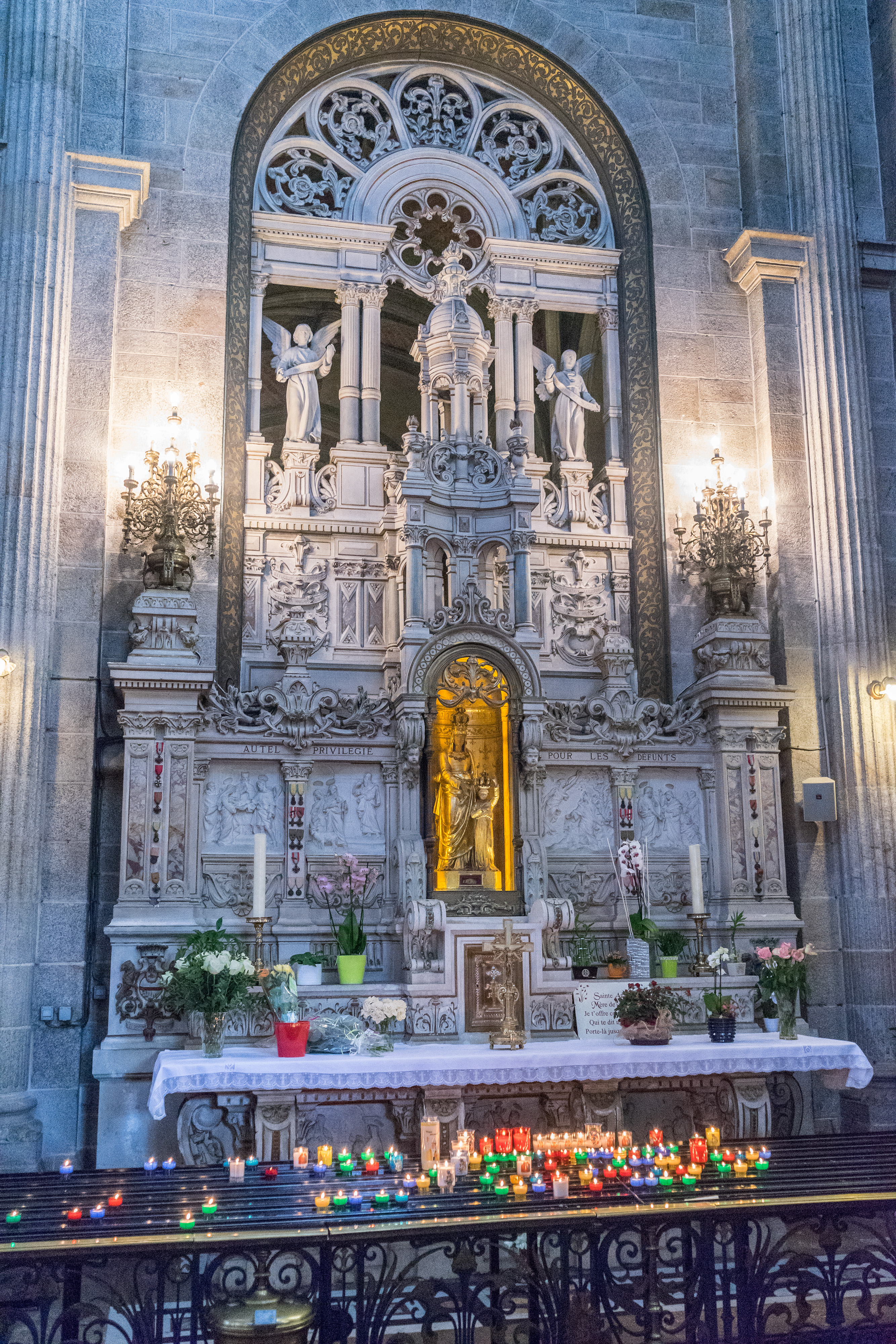
Autel de sainte Anne avec son brûloir à veilleuses.

L'église est en forme de croix latine. La façade principale est composée d'une triple division horizontale et verticale. La division verticale comprend, au milieu, le porche central, avec la grande porte à deux vantaux sous une profonde voussure. Puis, après la première galerie, l'étage est percé d'une grande rose. Au-dessus de la seconde galerie s'élève le grand pignon triangulaire inscrit entre deux clochetons, dont les rampants correspondent à ceux de la toiture de la nef. Au-dessus des portes latérales de cette façade sont placées dans deux niches à dais les statues en marbre, œuvres du sculpteur Alexandre Falguière qui représentent le pénitent Pierre Le Gouvello de Keriolet et Yvon Nicolazic, habillé en paysan breton. Leurs tombeaux se trouvent dans deux petits caveaux pratiqués sous le palier d'autels au fond de la basilique.
La basilique dispose d'une nef et de deux collatéraux dont les voûtes sont à compartiments et à cinq clefs pendantes, de légères peintures recouvrant les arceaux. L'élévation de la nef, à deux niveaux, comporte des arcades à crossettes qui retombent sur des pilastres, des fenêtres hautes séparées du premier niveau par une frise et une corniche. Les piles montent avec leurs colonnes engagées jusqu'à la voûte pour recevoir les arcs-doubleaux et le faisceau étoilé de nervures. La clôture sculptée qui entoure le chœur est incrustée de granite des Alpes et de pierre de l'Échaillon. Elle est rythmée par des piliers supportant des candélabres et est décorée d'un médaillon qui rappelle l'endroit où Nicolazic déterra la statue miraculeuse.
Au centre du grand arc couronnant le chœur, orné de rinceaux modelés sur fond d'or, sont sculptées les armoiries papales, accompagnées de l'inscription en latin : Sancta Anna ora pro nobis (« Sainte-Anne, priez pour nous ». L'avant-chœur possède les statues de saint Joachim et de saint Joseph adossées aux piliers. Le retable du maître-autel, œuvre de 1874 d'Alexandre Falguière, est en marbre blanc rehaussé de marbres polychromes. Orné des statues des quatre évangélistes avec leurs attributs, il est doté d'un tabernacle entouré de quatre reliquaires et d'un crucifix en bronze doré. Derrière domine le buffet d'orgue de la Maison Cavaillé-Coll. Classé Monument historique en 1997, il est restauré en 2010 après un séjour de plus de deux ans et demi dans l'atelier nantais du facteur d'orgues Nicolas Toussaint.
Au niveau du chevet se dresse la tour-clocher dont l'étage supérieur est orné de quatre clochetons d'inspiration Renaissance, d'une flèche pyramidale qui s'épanouit en lanternon. Ce clocher abrite les cloches. En haut de la flèche octogonale de 75 mètres de haut se trouve la statue de sainte Anne, œuvre d'André Bizette-Lindet. D'une hauteur de 6,30 mètres et pesant 3,5 tonnes, elle a été érigée au sommet de la tour-clocher en 1976. La sculpture porte un flambeau à la main, et rappelle la fausse découverte de la statue de sainte Anne par Yvon Nicolazic. La basilique est construite sur l'emplacement de cette découverte miraculeuse. Ce prodige est fréquent à cette époque, beaucoup de pèlerinages comportant une invention de statue, phénomène « central dans la créativité religieuse de l'âge baroque » en Bretagne comme ailleurs.
Placée dans une chapelle du sanctuaire, la statue y est arrachée et brûlée à Vannes sous la Révolution mais un témoin parvient à en sauver un reste calciné (un fragment sculpté en forme de tête). Ce fragment est désormais encastré dans le socle de la statue couronnée de sainte Anne, en bois doré à la feuille, œuvre du sculpteur Barrême d'Ancenis en 1825 placée dans le retable de l'autel de la Dévotion dans le transept sud. Une statue en bois du Sénégal appelée le « Voyant de Sainte Anne », œuvre du sculpteur Joseph Jégouzo d'Auray de 1922, est située à droite de l'autel et représente Yvon Nicolazic en prière.
Dans cet autel de sainte Anne, sur le pilier gauche de la table est fixé depuis 1890 un reliquaire-ostensoir en forme d'hermine qui contient entre autres comme relique un fragment présenté comme venant du bras de sainte Anne, offert par le roi de France Louis XIII en 1639 en reconnaissance de la naissance du dauphin. Cette relique serait venue de Constantinople en 1223 et aurait été d'abord conservées dans la cathédrale Sainte-Anne d'Apt. Elle devient l'autre pôle d'attraction du pèlerinage avec la statue. Le retable comprend sept bas-reliefs sculptés dans le marbre de Carrare par Alexandre Falguière, représentant les principales étapes de la vie de sainte Anne.
Dans l'autel de la Vierge Marie du bras nord du transept sont encastrés cinq bas-reliefs en albâtre de 1532, représentant des scènes de la Vie du Christ.
Les chapelles latérales sont notamment dédiées à saint Yves Hélory de Kermartin et saint Pierre (patrons de Nicolazic et de Keriolet), à saint Jean-Baptiste, sainte Élisabeth, au Sacré-Cœur, à la Sainte Vierge, à sainte Anne et à l'Archiconfrérie de Sainte-Anne.
Les pèlerins qui baisent le pied de la statue en bronze de saint Pierre à l'entrée de l'église, peuvent bénéficier d'une indulgence de 40 jours pour cet acte de religion.
Partout dans les sculptures, les pièces de mobilier en chêne massif et les ferronneries se développe un décor dont les thèmes fondamentaux sont le pot à feu, la fleur de lys et la coquille Saint-Jacques de pèlerin. Les ex-voto offerts à Sainte Anne d'Auray sont très nombreux : quatre à cinq mille plaques de marbre garnissent les murs de la basilique. Une salle dite du Trésor, recèle des milliers d'objets : outre le traditionnel mobilier liturgique (calices, patènes, ciboires, vases liturgiques, croix, encensoirs, clochettes, manuscrits, vêtements liturgiques…) et les ex-votos de mécènes prestigieux, des offrandes les plus diverses proviennent d'événements de la vie qui donnent lieu à des témoignages de gratitude spontanée : couronne de mariée, photo et brassière en reconnaissance d'une naissance longtemps désirée, stylo ou diplôme pour remercier d'un succès à un examen, trophées sportifs tels que les maillots jaunes de certains vainqueurs du Tour de France, épingles, vis, clous ou croix avalées par des enfants et dont l'extraction est considérée comme miraculeuse, médailles militaires, crosses de fusil pour remercier de la protection sur les champs de bataille ou dans les camps de prisonniers, chapelets, bagues ou bateaux pour remercier de guérisons, de noyades évitées ou de naufrages dont les rescapés illustrent le souvenir en reconnaissance à Sainte Anne.

## Cloches
Le clocher abrite une sonnerie de cinq cloches de volée. Les quatre plus grosses ont été fondues en 1873 par Adolphe Havard, fondeur de cloches à Villedieu-les-Poêles : 
- Eugène-Anatole-Eléonore : la bémol 2 ; 5 600 kg ;
- Arthur-Marthe-Remounda-Mathilde-Jeanne-Marie : ré bémol 3 ; 1 662 kg ;
- Marie-Immaculée : mi bémol 3 ; 1 187 kg ;
- Joseph-Louis : fa 3 ; 850 kg ;
- Pierre : la bémol 4 ; 530 kg, fondue en 1965 par Alfred Paccard, fondeur de cloches à Annecy.

## Protections
Plusieurs ouvrages et parties font l'objet d'une inscription au titre des Monuments historiques, à savoir :
- les façades des bâtiments autour du cloître depuis le 21 octobre 1925[36] ;
- le porche de la basilique depuis le 8 septembre 1928[36] ;
- le Scala Sancta depuis le 13 février 1929[36] ;
- la basilique depuis le 29 octobre 1975[36] ;
- l'ancien couvent depuis le 18 janvier 2013[36] ;
- l'ensemble du site est inscrit par arrêté du 30 juillet 2024 qui se substitue à tous les précédents arrêtés d'inscription[36].

Classement : 
- le cloître, restauré en 1993, depuis le 18 octobre 1983[36].

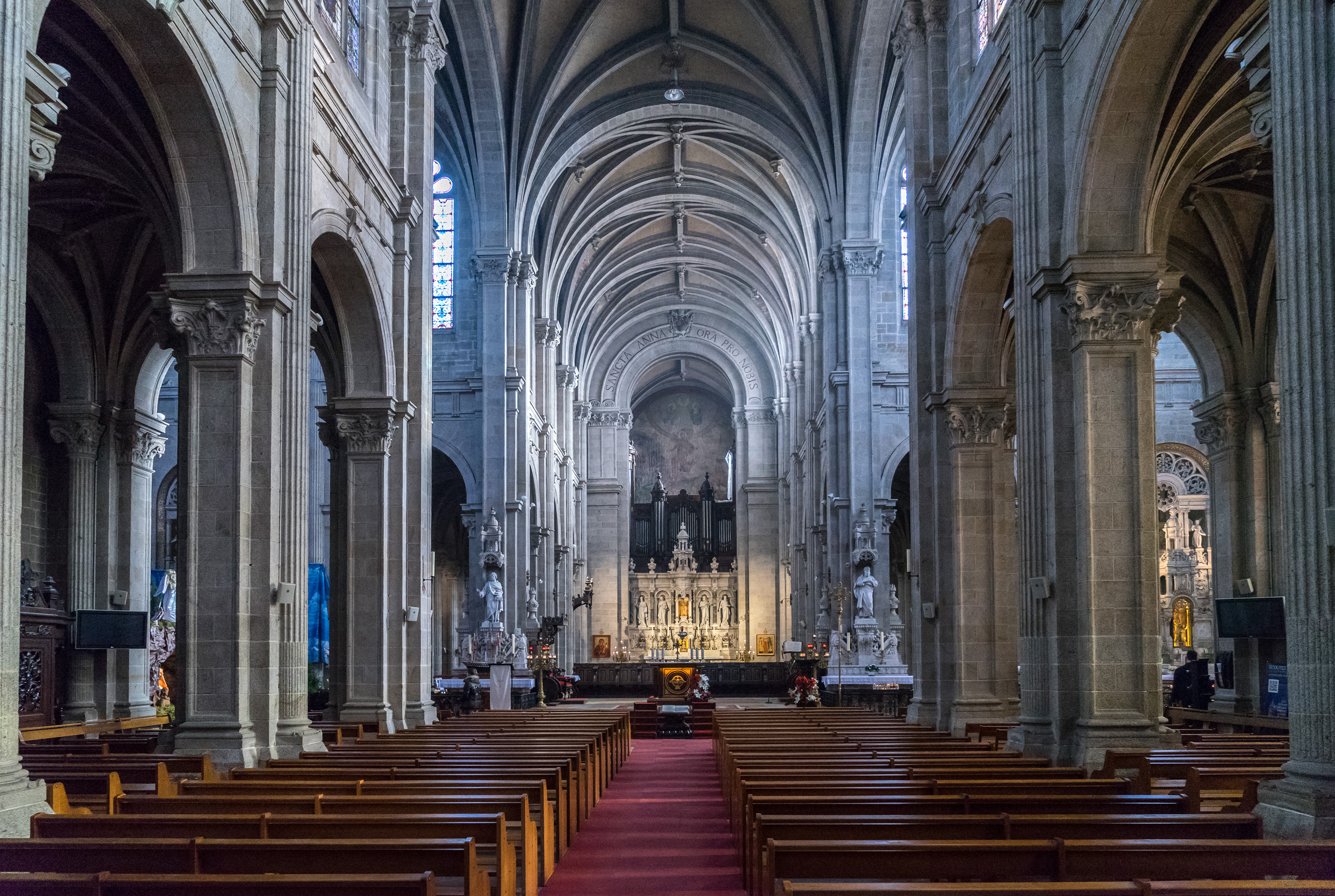
La nef de la basilique.
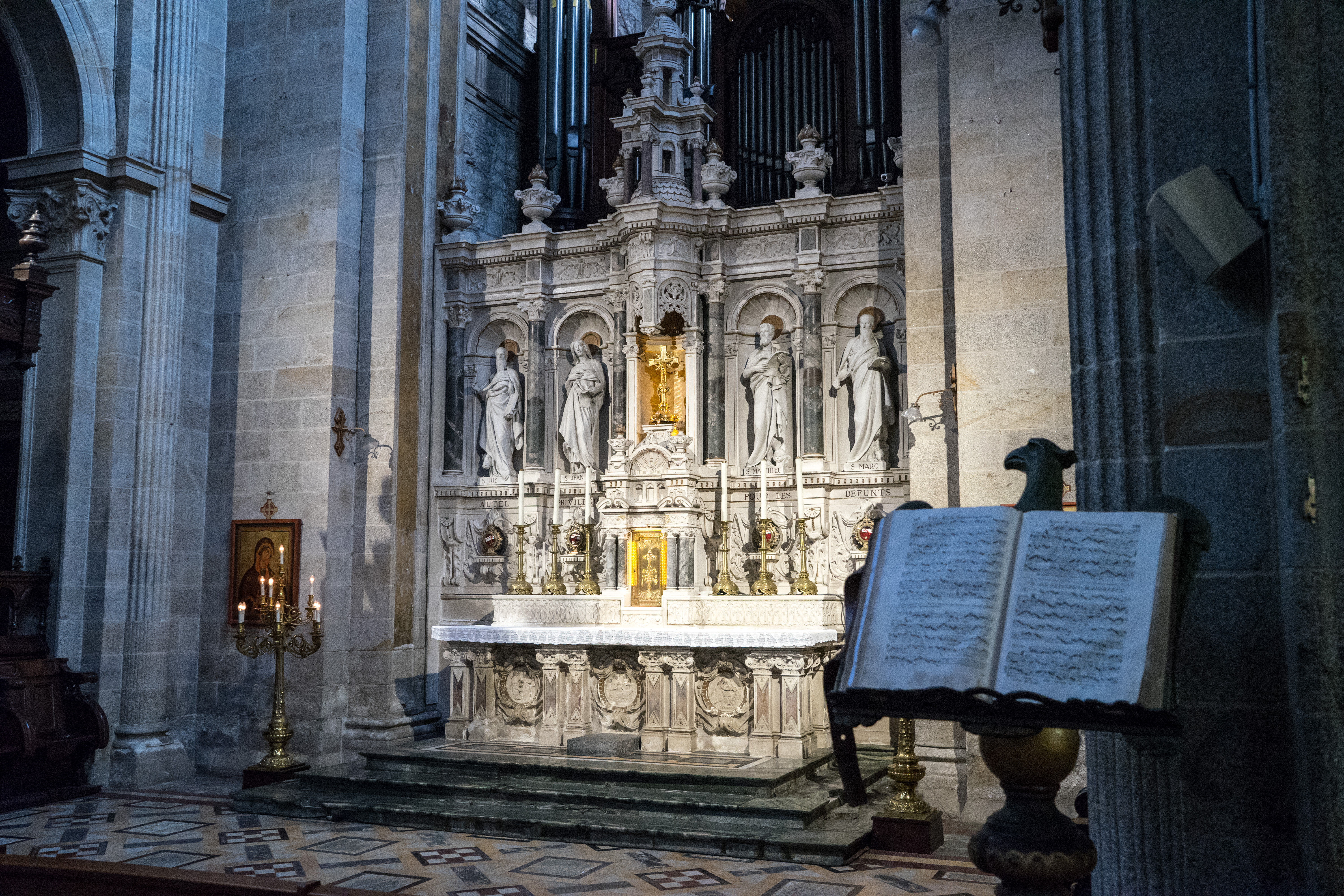
Le chœur avec le maître-autel.
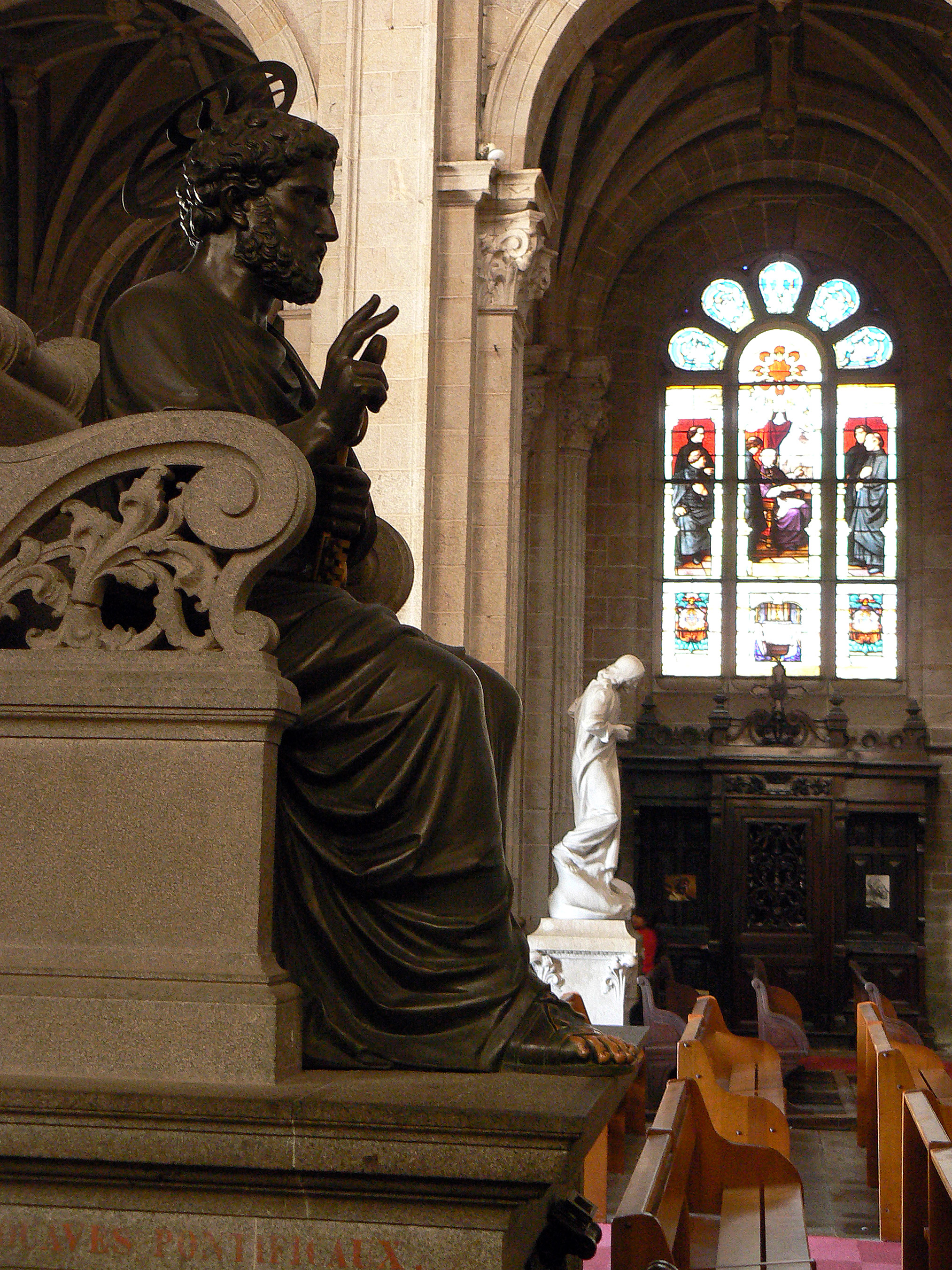
Saint Pierre, statue en bronze.
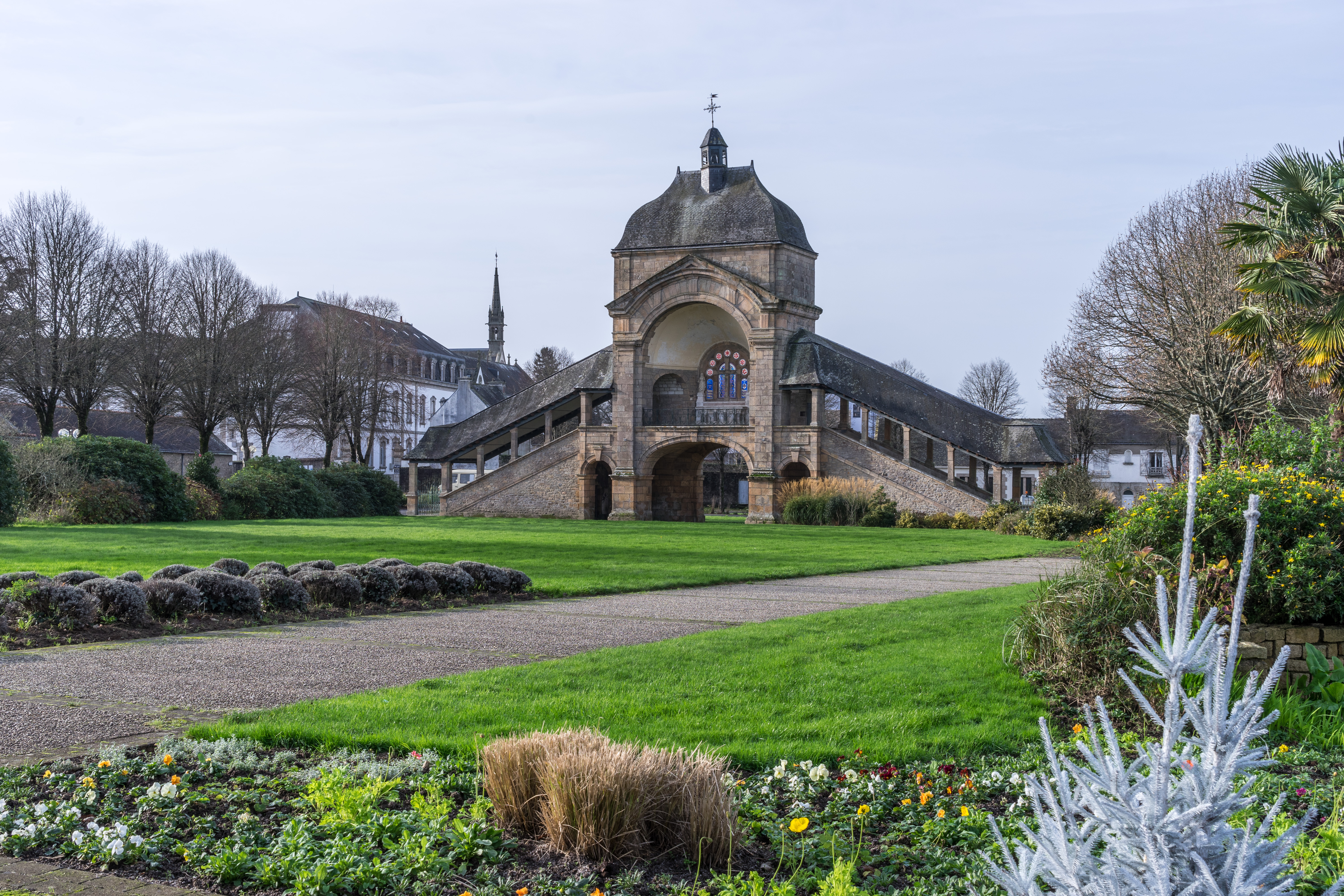
Scala Sancta de la basilique.
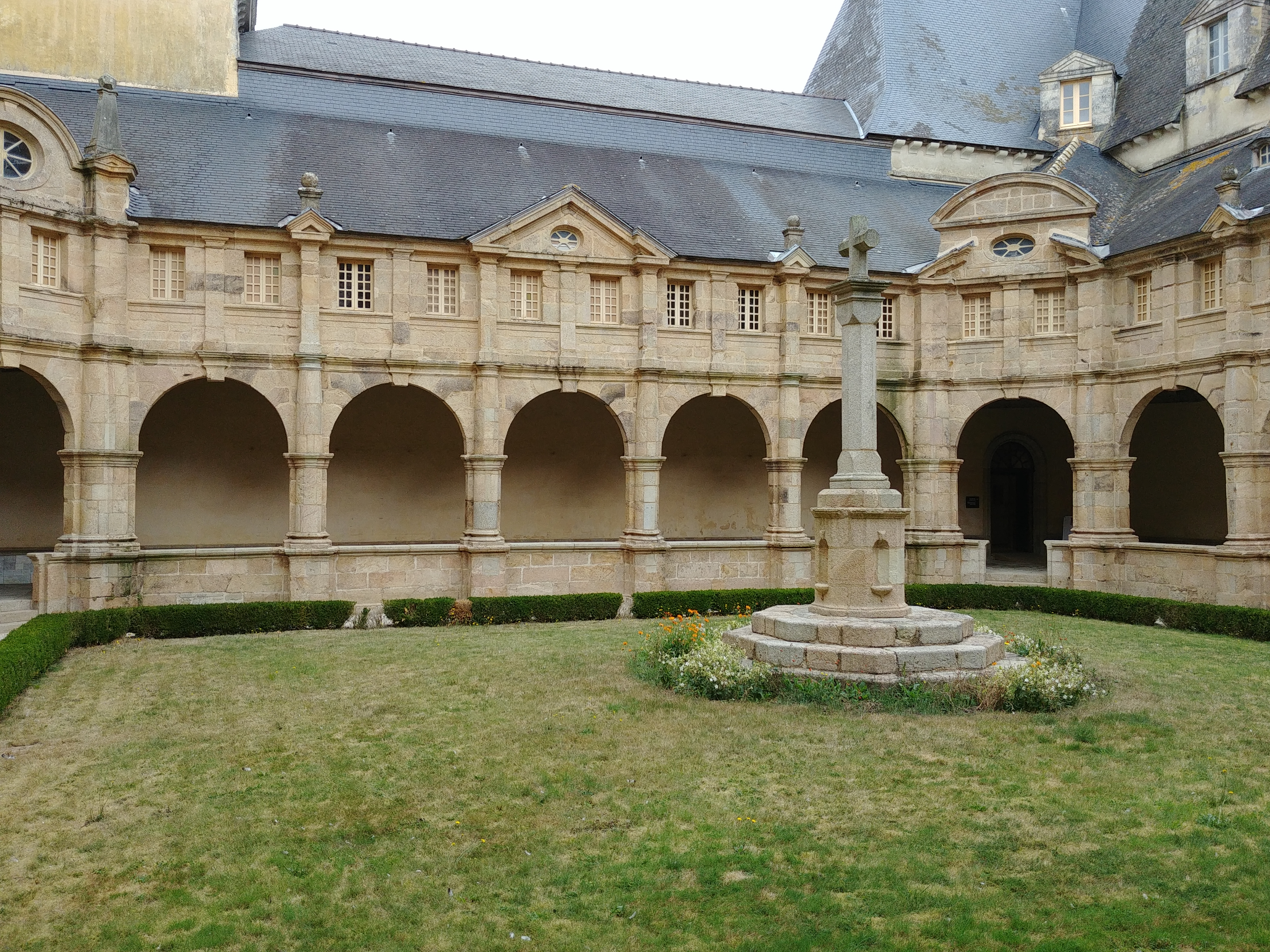
La « croix aux Épingles » au milieu du cloître.
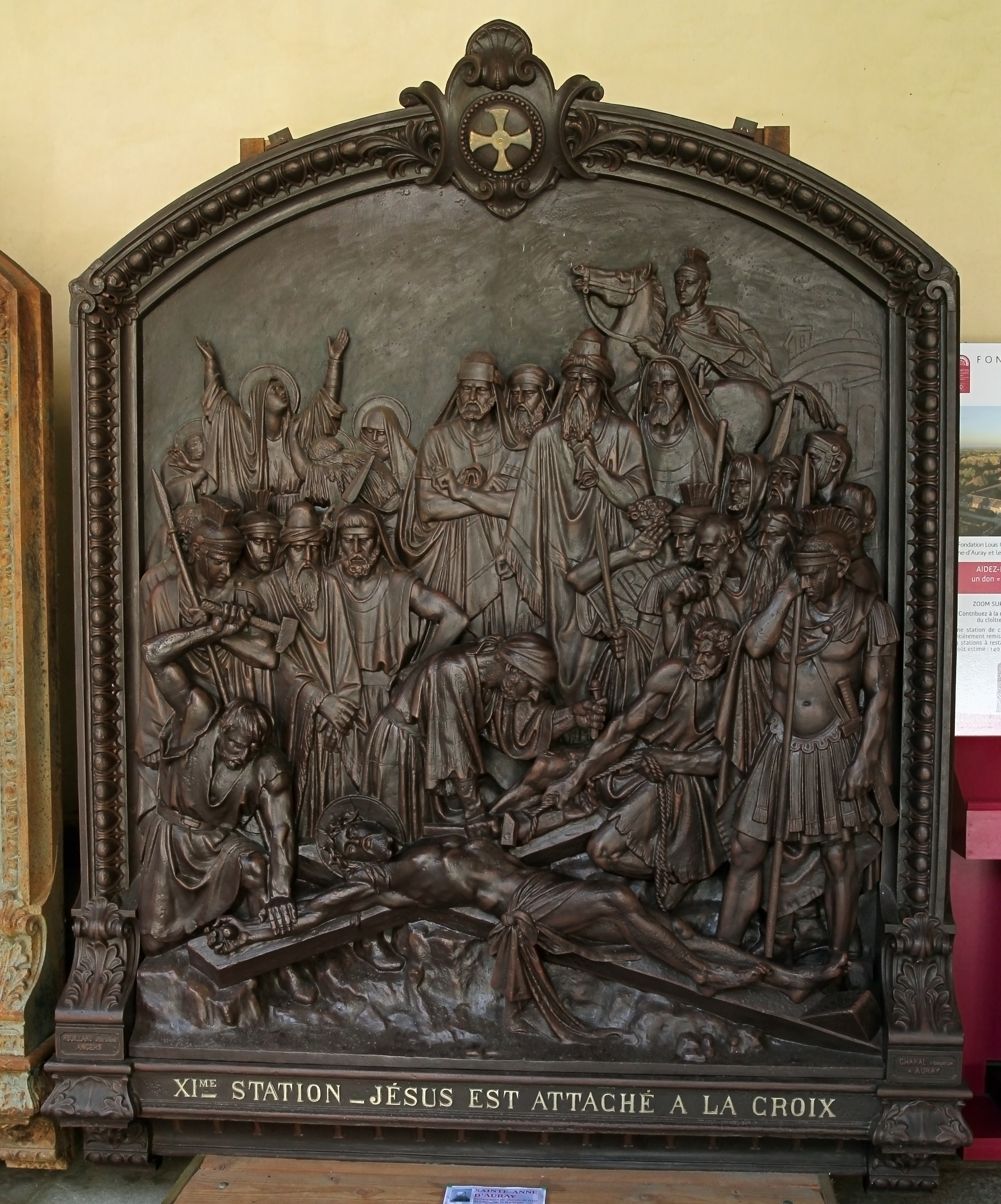
Une sculpture monumentale de la station XI du Chemin de croix.
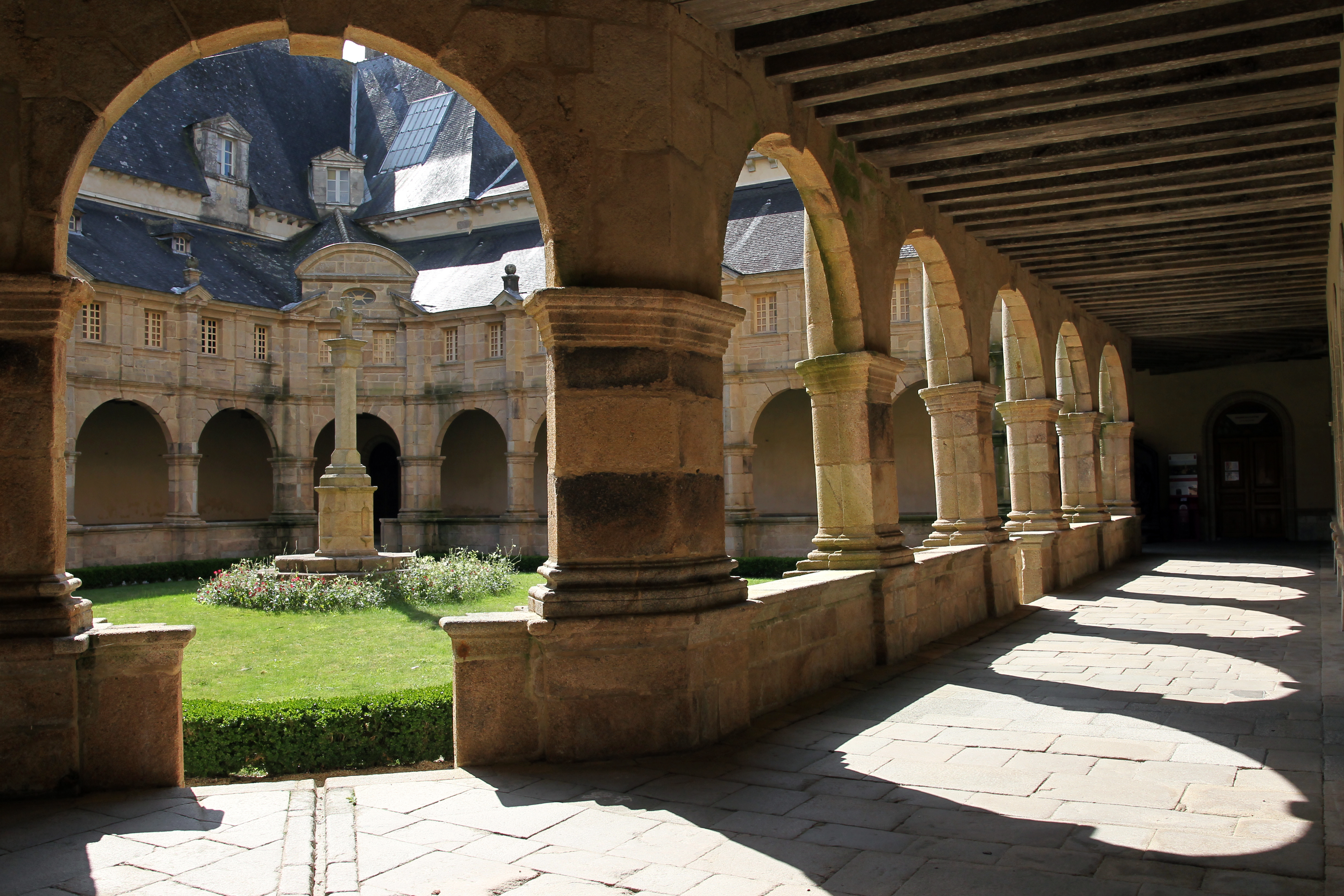
Les allées du cloître où se trouve le Chemin de croix.
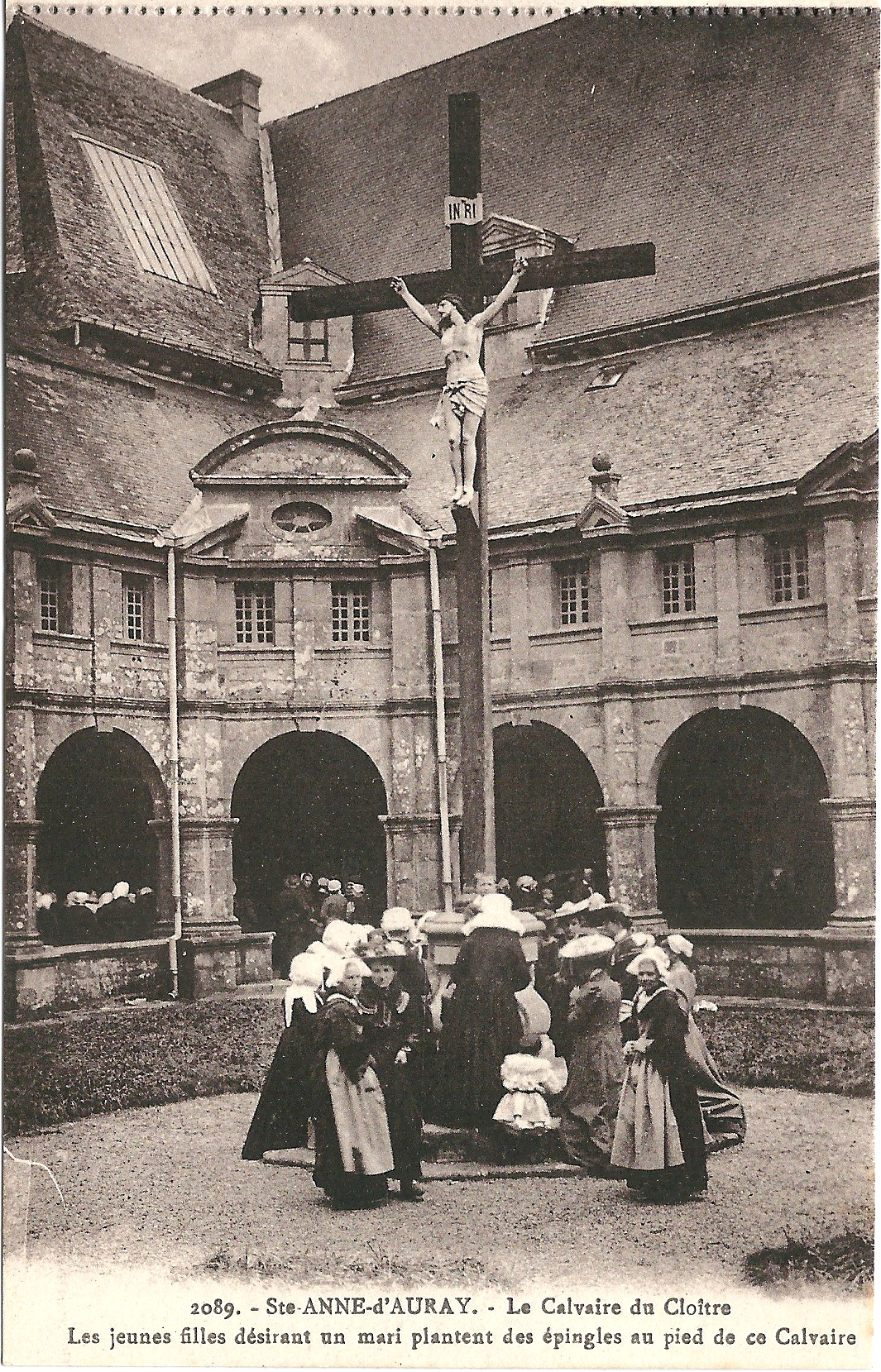
Carte postale de 1939.

## Le Chemin de croix
Intégré au pèlerinage dès le début du XXe siècle, puis entreposé depuis 1991, avant d'être restauré, le Chemin de croix du sanctuaire est raccroché sur les murs du cloître. Unique en Europe, il est composé de quatorze hauts-reliefs en fonte réalisé entre 1900 et 1904 par l'entreprise Gaston Chapal d'Auray d'après les créations d'Henri Bouriché et les réalisations de Pierre Rouillard, sculpteurs et statuaires à Angers.

## Le trésor de la basilique
Le trésor de la basilique de Sainte-Anne-d'Auray expose les témoignages de la prière et de la reconnaissance des fidèles, sous forme d'objets divers offerts par les pèlerins depuis 1625. Il conserve notamment une chasuble dite « d'Anne d'Autriche », qui aurait été offerte en 1638 par celle-ci à sa sainte patronne en remerciement de la naissance de son fils, le futur Louis XIV, mais dont l'authenticité est douteuse.

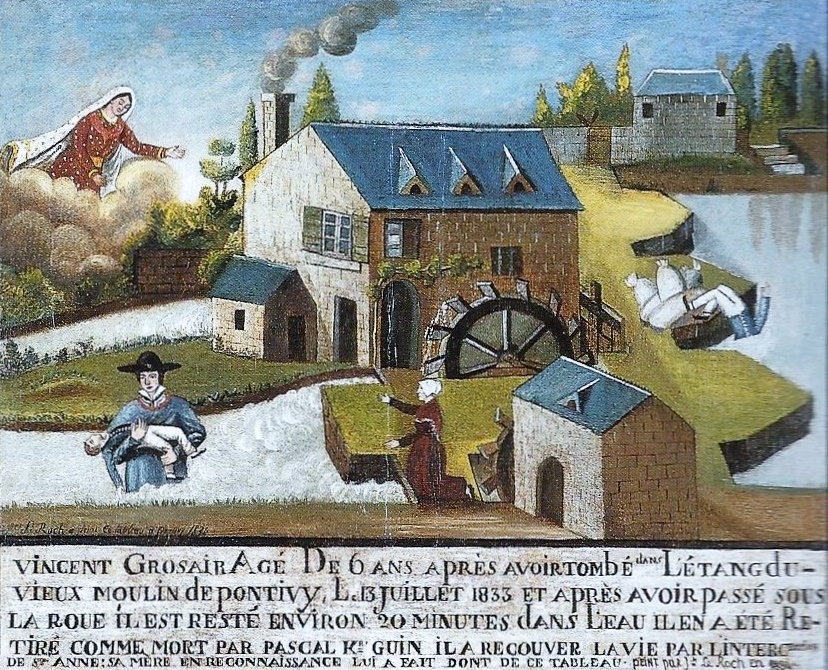
Ex-voto concernant un miracle attribué à sainte Anne (1854), trésor de la basilique Sainte-Anne-d'Auray.

## Écologie
La basilique est protégée par un arrêté préfectoral de protection de biotope depuis le 2 janvier 2018, pour la protection du grand murin.